# مايلز مولر
مايلز مولر (بالألمانية: Miles Müller)‏ (4 أبريل 1995 بدورستن في ألمانيا - ) هو لاعب كرة قدم ألماني في مركز الوسط.

## وصلات خارجية
- مايلز مولر على موقع قاعدة بيانات كرة القدم.إي يو (الإنجليزية)
- مايلز مولر على موقع Soccerway.com (الإنجليزية)
- مايلز مولر على موقع عالم كرة القدم.نت (الإنجليزية)